# Cressi Sub
Cressi Sub este o firmă producătoare de echipament de scufundare din Italia. Firma produce de asemenea accesorii pentru natație și echipament pentru vânătoare subacvatică.

Compania a fost fondată în 1946 de către frații Egidio și Nanni Cressi, fiind una dintre cele mai vechi firme producătoare de echipament de scufundare.
CressiSub face parte din grupul Confisub împreună cu Technisub, Mares, Scubapro, Uwatec, Seacsub, Effesub și Omersub, ceea ce reprezintă 70% din piața internațională a echipamentelor de scufundare.

Sediul central se află la Genova.

## Istoric[1]
În 1947 la Cressi Sub este conceput Aro AR57B, primul aparat recirculator în circuit închis cu oxigen. În anul 1957 aparatul Aro AR57B este comandat de către scafandrii de luptă din forțele armate italiene, pompieri și diverse organizații de scufundare. 
În 1980 se deschide o sucursală la Nisa. 
În 1990 au fost deschise filiale în Spania și S.U.A.
În 2005, Cressi Sub sponsorizează expediția „Mizar” pentru localizarea epavei navei de pasageri Armando Diaz, scufundată în timpul celui de-al doilea război mondial în Marea Mediterană, în Canalul sicilian. 
În 2007, Cressi Sub sponsorizează expediția „Altair” pentru explorarea epavei HMS Manchester scufundată în Marea Mediterană lîngă Tunisia și de a localiza epava navei Alberto da Giussano.